# Hoàng Thị Minh Hồng
Hoàng Thị Minh Hồng (Hanói, 5 de octubre de 1972) es un defensor de los derechos humanos ambientales vietnamita que fundó y dirigió una organización de derechos ambientales. En 2023, fue encarcelada por evasión fiscal, después de un juicio que ha sido criticado por las Naciones Unidas, organizaciones no gubernamentales y países como Estados Unidos por tener motivaciones políticas.

## Actividades
Hồng trabajó para el Fondo Mundial para la Naturaleza. Posteriormente fundó «Change» (denominado CHANGE VN y acrónimo de Centro de acciones prácticas y redes para el crecimiento y el medio ambiente) que trabajó en cuestiones ambientales en Vietnam de 2013 a 2022. Era una organización nacional sin fines de lucro con la misión de crear conciencia e inspirar a la comunidad a proteger la naturaleza, el medio ambiente y la vida silvestre; combatir el cambio climático; y promover el desarrollo sostenible. La decisión de Hồng en 2022 de cerrar la organización se debió en parte a que varios activistas ambientales fueron arrestados ese año y en 2021. En 2023, inició una consultoría medioambiental llamada CHOICE.
En 2019, la revista Forbes votó a Hồng como una de las 50 mujeres más influyentes de Vietnam. En 1997, fue la primera vietnamita en pisar la Antártida[8]  y se convirtió en Joven Enviada de la Unesco. En 2018, el expresidente estadounidense Barack Obama escribió que Hồng fue una de los jóvenes que lo inspiraron durante el año; fue la primera persona vietnamita en ganar una beca de la Fundación Obama en la Universidad de Columbia. En 2019, fue una de las cinco ganadoras del premio Inspirational Ambassador en los WeChoice Awards 2019  y ganó el título de Guerrera Verde del Año en los Elle Style Awards. En 2015, Climate Heroes la incluyó como una heroína ambiental.

## Condena por evasión fiscal
En junio de 2023, Hồng fue detenida acusada de evasión fiscal. Hồng fue la quinta activista ambiental arrestada por este cargo, después de Mai Phan Lợi, Đặng Đình Bách, Ngụy Thị Khanh y Bạch Hùng Dương. Anteriormente, cuando otros cuatro activistas medioambientales fueron arrestados, en octubre de 2022, Hồng anunció la disolución de la organización Change tras diez años de funcionamiento.
Ben Swanton, codirector del Proyecto 88 que trabaja por los derechos humanos en Vietnam, dijo que inmediatamente después de que los cuatro activistas ambientales fueran arrestados por evasión fiscal en 2021-2022, Hồng solicitó una resolución oficial del Departamento de Impuestos de la ciudad sobre el estado fiscal de la organización del Cambio. La respuesta del departamento de impuestos, según Swanton, «es una prueba del estado de exención de impuestos de Change. Por lo tanto, es completamente ilegal que la policía acuse ahora a Hồng de evasión de impuestos».
El 28 de septiembre de 2023, Hồng fue juzgada en el Tribunal Popular de la Ciudad Hồ Chí Minh, declarada culpable de evadir alrededor de 280 000 dólares estadounidenses de impuestos, multada con 100 millones de đồng (poco más de 4000 dólares estadounidenses) y sentenciada a tres años de prisión.

### Reacciones

#### Naciones Unidas y países extranjeros
La agencia de derechos humanos de las Naciones Unidas señaló que Hồng fue la quinta activista ambiental arrestada por evasión fiscal en Vietnam en dos años. Las Naciones Unidas creen que los arrestos son parte de una tendencia más amplia del gobierno vietnamita a reprimir la libertad de expresión. En julio de 2023, el relator especial de las Naciones Unidas sobre Derechos Humanos y expertos de la ONU escribieron al gobierno; sin embargo, después de 60 días, el gobierno no respondió y el relator publicó la carta.
Varios gobiernos extranjeros dijeron que la Asociación para una Transición Energética Justa (financiación internacional para eliminar gradualmente la energía a base de carbón en Vietnam) necesitaba la participación de activistas de la sociedad civil. Estados Unidos consideró que los arrestos eran parte de una tendencia más amplia del gobierno vietnamita a reprimir la libertad de expresión, y el portavoz del Departamento de Estado de los Estados Unidos, Matthew Miller, afirmó en junio de 2023 que estaba «preocupado por la detención de dirigentes y personal de la organización CHANGE, incluida la detención en curso de su fundador Hoàng Thị Minh Hồng»; Ese mismo mes, el Ministerio de Relaciones Exteriores británico pidió que «el gobierno vietnamita respete todos los derechos humanos, incluida la libertad de expresión y asociación».

#### Organizaciones de derechos humanos
Phil Robertson, subdirector de la División Asia de Human Rights Watch (HRW), acusó a las autoridades vietnamitas de «utilizar el código fiscal vagamente redactado como arma para castigar a los líderes medioambientales que el Partido Comunista en el poder considera una amenaza a su poder», mientras que Ben Swanton, codirector del Proyecto 88 que trabaja por los derechos humanos vietnamitas, dijo que el juicio era «una farsa total» y que la ley estaba «siendo utilizada como arma con fines de persecución política».
En junio de 2023, sesenta y cinco organizaciones medioambientales y de derechos humanos publicaron una carta abierta al expresidente estadounidense Barack Obama, pidiéndole que pidiera públicamente al gobierno vietnamita que liberara a Hồng incondicionalmente. Dijeron que su arresto era uno de una serie de procesamientos por motivos políticos que utilizaron acusaciones falsas de evasión fiscal para criminalizar las actividades de protección del clima.